# Bitterschokolade

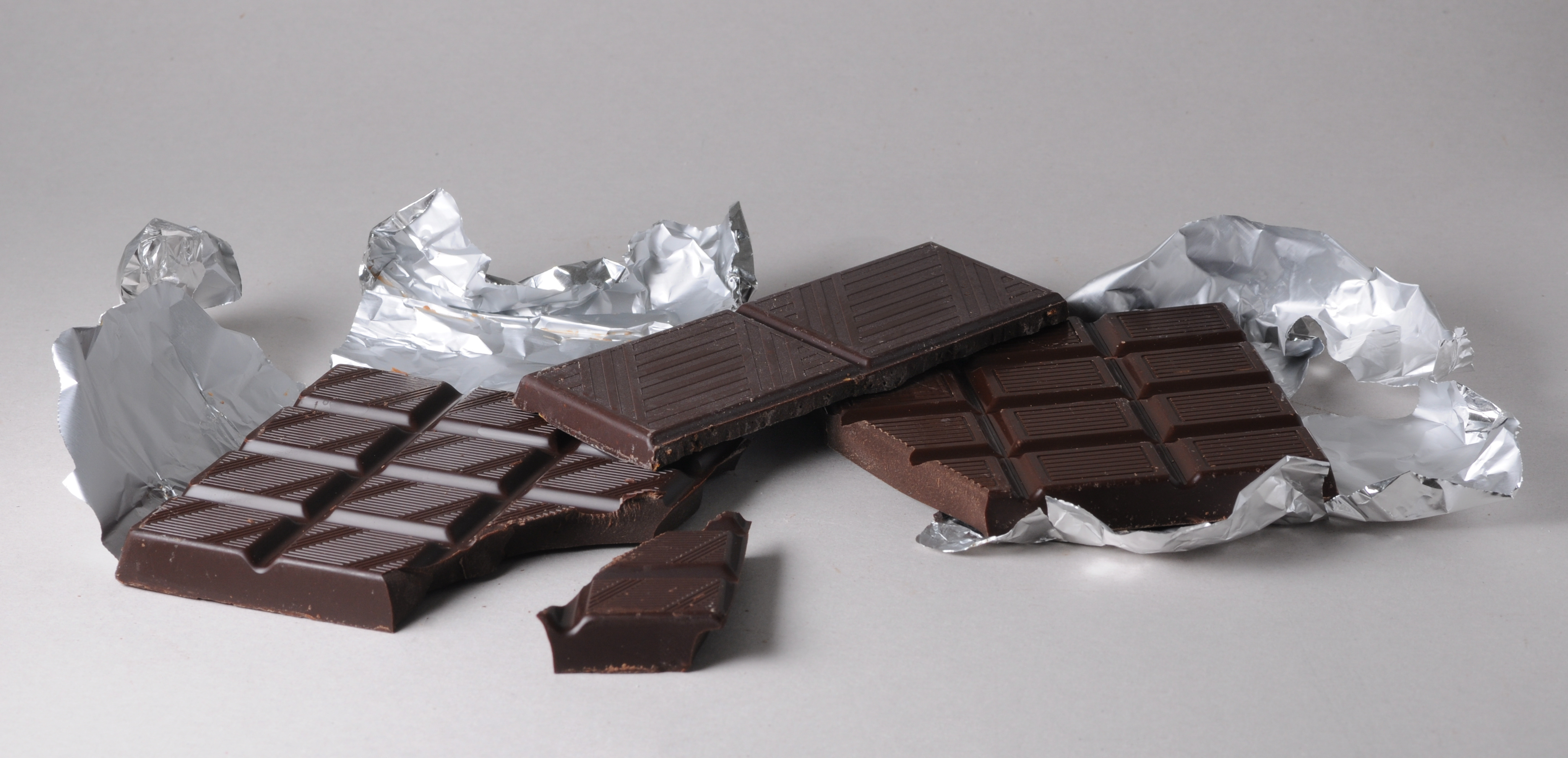
Verschiedene Sorten schwarzer Schokolade

Bitterschokolade ist Schokolade mit hohem Kakaoanteil. Andere Bezeichnungen sind Feinherb, Edelbitter, Herrenschokolade, Zartbitter, dunkle oder schwarze Schokolade.
Diese Schokoladensorte schmeckt leicht bitter und ist dunkler und zumeist weniger süß als Milchschokolade. Sie wird im Unterschied zu Milchschokolade ohne Milch (selten mit geringem Milchanteil) hergestellt. Der Kakaoanteil ist deutlich höher als bei anderen Sorten und somit in der Regel auch der Fettanteil. Allerdings ist der Mindestanteil an Kakao nicht in der Kakaoverordnung geregelt.

## Inhaltsstoffe
Im Lebensmittelrecht ist die Bezeichnung Bitterschokolade nicht festgelegt; Schokolade muss jedoch mindestens 35 % Gesamtkakaotrockenmasse, davon mindestens 18 % Kakaobutter und mindestens 14 % fettfreie Kakaotrockenmasse, enthalten. Im Handel sind Schokoladen mit einem Kakaoanteil von 100 % erhältlich, das heißt, sie enthalten außer Kakaomasse und eventuell Kakaobutter keine weiteren Zutaten.
Da der Mindestkakaoanteil von Bitterschokolade ebenso wie der von Zartbitter oder Halbbitterschokolade nicht geregelt ist, gelten nur handelsübliche Werte entsprechend der Verkehrsauffassung. Üblicherweise hat Bitterschokolade demnach einen Kakaoanteil von 60 %, Zartbitter-/Halbbitterschokolade von 50 %.
Aufgrund des fehlenden oder geringen Milchgehaltes sind die meisten Bitterschokoladen ganz oder nahezu laktosefrei und daher für laktoseintolerante Menschen besser verträglich als Milchschokolade.
Bei Untersuchungen des Universitätsklinikums Schleswig-Holstein in Kiel fanden sich in allen untersuchten Proben von dunklen Schokoladen Spuren des Schimmelpilzgiftes Ochratoxin A.
Dunkle Schokolade bzw. Rohkakao enthält durchschnittlich mehr als das Dreifache an Magnesium wie Vollmilchschokolade.

## Geschlechtsspezifische Vermarktung
Der Ausdruck Herrenschokolade für Bitterschokolade ist ein Marketingbegriff. Schokolade wird seit dem 19. Jahrhundert vor allem als Produkt für Kinder und Frauen wahrgenommen, weshalb die herbere dunkle Variante auch als Herrenschokolade vermarktet wird.
Bis zum 19. Jahrhundert war Schokolade als Getränk in Europa ein Genussmittel für Erwachsene. Sie galt als nahrhaft und kräftigend, teilweise auch als Aphrodisiakum. Bereits um 1800 experimentierten jedoch schon Konditoren mit Schokolade als Nascherei in fester Form und stellten mit Kakao versetzte Dragees oder Bonbons her. Einen ungewöhnlich frühen Beleg für den Verzehr von Essschokolade findet sich im Briefwechsel der Brüder Grimm: So ist für das Jahr 1812 belegt, dass die Grimms Schokoladenkugeln aßen, die ihnen ihre Tante aus Gotha schickte. Der Hersteller war vermutlich der dortige Hofkonditor Johann Christian Eupel, der in seinem Buch „Der vollkommene Conditor“ (zahlreiche Auflagen, Erstauflage 1819) Rezepte festgehalten hat, die mit ziemlicher Sicherheit die von den Grimms verzehrten Schokoladenkugeln beschreiben. Unter dem Stichwort „Chocoladedragées“ oder „Pralins von Chokolade“ notierte er die Vermengung von Zuckerpaste (Fondant), Staubzucker, Vanille und fein geriebenem Kakao. Diese Masse forme man dann zu Kugeln und lasse sie für den Verkauf erkalten.
Der im Verlauf des 19. Jahrhunderts erfolgte Imagewandel der Schokolade zur Süßware führte zu einer Vermarktungsoffensive der Hersteller. Der Begriff Herrenschokolade wurde Ende des 19. Jahrhunderts eingeführt, vermutlich zuerst von Stollwerck. Bereits in den 1870er-Jahren produzierte die Firma Chocolat Suchard in der Schweiz jedoch ein Kakaopulver als Trinkschokolade für die Armee unter der Bezeichnung „Militärchocolade“. Um 1900 war Schokolade Bestandteil der Notration verschiedener europäischer Armeen und noch im Zweiten Weltkrieg war bittere Schokolade mit Koffeinzusatz als Fliegerschokolade Bestandteil der Luftwaffenverpflegung.

## Gesundheitliche Auswirkungen
Einige Studien kommen zu dem Ergebnis, dass der Verzehr von Bitterschokolade aufgrund ihres hohen Gehalts von Flavonoiden wie Epicatechin das Herz-Kreislauf-System schütze. Darüber hinaus senkt der Konsum von dunkler Schokolade den Blutdruck.
Nach einer amerikanischen Studie, die von 1996 bis 2000 an 2291 Schwangeren durchgeführt wurde, kann der Genuss von Bitterschokolade das Risiko von Präeklampsie bei Schwangeren senken. Die Anzahl der Frauen mit entsprechenden Symptomen war dabei direkt negativ abhängig vom Spiegel des in der Schokolade enthaltenen Alkaloids Theobromin im Serum.
Nach einer Untersuchung der Zeitschrift Ökotest können bestimmte Bitterschokoladen einen erhöhten Cadmiumgehalt haben, was zu einer Schädigung der Knochen oder des Nervensystems und möglicherweise zu Krebserkrankungen führen kann. Es sind hauptsächlich Bitterschokoladen aus südamerikanischen Kakaosorten, die in der Regel aufgrund der dortigen vulkanischen Böden höhere Cadmium-Gehalte aufweisen als solche aus afrikanischem Kakao.
Zu weiteren physiologischen Aspekten siehe auch: Schokolade und Gesundheit